# Memeskia
Memeskia (ur. ok. 1695, zm. 21 czerwca 1752), przez Brytyjczyków nazywany Old Briton, a przez Francuzów La Demoiselle – wódz szczepu Piankashaw z plemienia Miami, walczący przeciwko Francuzom w roku 1747.
Memeskia był jednym z pierwszych wodzów indiańskich, którzy stawili opór Francuzom, coraz liczniejszym w Ameryce Północnej i monopolizującym handel futrami na zachodnich obszarach krainy Wielkich Jezior. W 1747 roku Old Briton stanął na czele rebelii kilku miejscowych szczepów, atakując Fort Miami. Następnie, w roku 1750, Old Briton założył faktorię handlową w swej wiosce Pickawillany na Terytorium Północno-Zachodnim (później znanej jako Piqua), prowadząc handel z brytyjskimi osadnikami z Pensylwanii i działając przeciwko próbom zajęcia tych terenów przez Francję.
W czerwcu 1752 roku wódz Charles Langlade (półkrwi Francuz) zaatakował Pickawillany na czele około 240 Ottawów i Odżibwejów, paląc brytyjską palisadę i budynek faktorii. Memeskia został zabity i rytualnie zjedzony. Rajd Langlade'a, w wyniku którego brytyjscy handlarze futer musieli uchodzić z Krainy Ohio, był jedną z przyczyn wybuchu wojny z Francuzami.